# SNR G1.9+0.3
SNR G1.9+0.3 i Skytten är vad som finns kvar av den supernova som (2013) antas vara den yngsta i Vintergatan. Explosionen sågs inte från jorden eftersom den var skymd av den täta gasen och stoftet i det galaktiska centrumet, där den inträffade. Den ringa åldern fastställdes av NASA:s Chandra-teleskopet och VLA-radioobservatoriety, och antogs ha exploderat cirka 25 000 år tidigare, och signalen antas ha nått jorden cirka under sent 1860-tal. Det var en typ Ia-supernova.

## Upptäckt
G1.9+0.3 identifierades först som ett signal-sinnes-referensstjärna (SNR) år 1984 från observationer gjorda med VLA-radioteleskopet. På grund av dess ovanligt lilla vinkelstorlek ansågs den vara ung – mindre än cirka tusen år gammal. År 2007 visade röntgenobservationer gjorda med Chandra X-ray Observatory att objektet var cirka 15 procent större än i de tidigare VLA-observationerna. Ytterligare observationer gjorda med VLA år 2008 verifierade ökningen i storlek, vilket tyder på att den inte är mer än 150 år gamma.En nyare uppskattning satte dess observerbara ålder till 110 år vid atainsamlingen 2008. Den studien fann också att den troligen utlöstes av sammanslagningen av två vita dvärgstjärnor.

## Tillkännagivande
Upptäckten att G1.9+0.3 hade identifierats som det yngsta kända galaktiska signal-sinnes-brusksignalen tillkännagavs den 14 maj 2008 vid en presskonferens hos NASA. Dagarna före tillkännagivandet sade NASA att de skulle "tillkännage upptäckten av ett objekt i vår galax som astronomer har letat efter i mer än 50 år". Före denna upptäckt var den yngsta kända supernovaresten från Vintergatan Cassiopeia A, cirka 330 år gammal.